# Weeksellaceae
Weeksellaceae ist eine Familie von Bakterien. Sowohl harmlose, im Boden oder Wasser vorkommende Bakterien, als auch mögliche Krankheitserreger zählen zu dieser Familie.

## Merkmale
Bei den Arten handelt es sich um gram-negative, nicht sporenbildende Bakterien. Die Zellen sind kokkoid, stäbchenförmig oder auch pleomorph. Es sind aerobe (also auf Sauerstoff angewiesene), mikroaerobe oder fakultativ anaerobe (auch unter Ausschluss von Sauerstoff lebensfähige) Arten vorhanden. Der Stoffwechsel ist chemoorganotroph. Strikt aerobe Arten nutzen die Atmung, anaerobe Arten führen einen fermentativen Stoffwechsel (Gärung) durch. Zu den fakultativ anaeroben Arten zählen z. B. Chryseobacterium gleum und C. indologenes. Wenn kein Sauerstoff vorhanden ist, nutzen diese Arten den Stoffwechselweg der Nitratatmung.
Der Oxidase- und der Katalase-Test fallen unterschiedlich aus.
Einige Arten bilden flexirubinartigen Pigmente, hierzu zählen z. B. die aus Bodenproben in der chinesischen Provinz Qinghai  isolierte Art Marnyiella aurantia und Arten von Chryseobacterium. Auch Arten, die Carotinoide produzieren, sind vorhanden, wie z. B. Chryseobacterium bovis.
Das wichtigste polare Lipid in der Zellmembran ist Phosphatidylethanolamin. Die wichtigsten Menachinone sind MK-6 und MK-7.

## Systematik
Die Familie wurde auf der Grundlage phylogenetischer Analysen von Genom- und 16S-rRNA-Gensequenzen 2019 neu aufgestellt. Der Name der Typusgattung Weeksella wurde zu Ehren von Professor O. B. Weeks für seine Beiträge zur Taxonomie der Gattung Flavobacterium gewählt (Weeksella wurde zunächst zu der Familie der Flavobacteriaceae gestellt). Es wurden auch Arten, die zuvor der Gattung Flavobacterium angehörten, in neue Gattungen gestellt und den Weeksellaceae zugeordnet, wie z. B. Chryseobacterium, Elizabethkingia und Empedobacter. So ist Flavobacterium breve das Basonym von Empedobacter brevis, Chryseobacterium gleum wurde zuvor als Flavobacterium gleum und Elizabethkingia meningoseptica als Flavobacterium meningosepticum geführt.
Es folgt eine Liste einiger Gattungen:
- Algoriella Yang et al. 2016
- Apibacter Kwong and Moran 2016
- Bergeyella Vandamme et al. 1994
- Chishuiella Zhang et al. 2014
- Chryseobacterium Vandamme et al. 1994
- Cloacibacterium Allen et al. 2006
- Cruoricaptor Yassin et al. 2013
- Elizabethkingia Kim et al. 2005
- Empedobacter (ex Prévot 1961) Vandamme et al. 1994
- Frigoriflavimonas Menes et al. 2022
- Moheibacter Zhang et al. 2014
- Ornithobacterium Vandamme et al. 1994
- Riemerella Segers et al. 1993
- Spongiimonas Yoon et al. 2014
- Weeksella Holmes et al. 1987
- Wautersiella Kämpfer et al. 2006

## Ökologie
Das Vorkommen der einzelnen Arten ist unterschiedlich. So wurde z. B. die fakultativ anaerobe Art Cloacibacterium normanense im ungeklärten Abwasser von Kläranlagen gefunden. Die Art Spongiimonas flava wurde von einem marinen, nicht näher bestimmten Schwamm isoliert. Frigoriflavimonas asaccharolytica wurde in der Antarktis isoliert, es ist psychrophil („kälteliebend“) und zeigt bei 0–20 °C Wachstum, die optimale Wachstumstemperatur liegt bei 10 °C. Die streng aerobe Art Algoriella xinjiangensis toleriert ebenfalls relativ tiefe Temperaturen, es zeigt noch bei 4 °C Wachstum. Des Weiteren toleriert das Bakterium relativ hohe pH-Werte von bis zu 10 pH. Isoliert wurde die Typusart aus einer Abwasserprobe aus der Stadt Urumqi in China. Auch die Art Chryseobacterium antibioticum ist psychrophil, es wächst noch bei einer Temperatur von 0 °C.
Moheibacter lacus wurde 2022 aus dem Boden eines Sees, M. sediminis 2014 aus Erdboden im Mohe-Becken in China und M. stercoris 2016 aus einer Biogasproduktionsanlage isoliert. Die aerobe Art Chishuiella changwenlii wurde aus Chishui He, ein Fluss in China, isoliert.

## Mögliche Krankheitserreger
Weeksella virosa kommt als möglicher Krankheitserreger im Inneren von Säugetieren und Menschen vor. Die Art Chryseobacterium indologenes kann ebenfalls pathogen  wirken und  immungeschwächte Menschen befallen. Andere mögliche humane Krankheitserreger sind z. B. Bergeyella zoohelcum und Elizabethkingia meningoseptica.
Empedobacter brevis wurde 1888 zum ersten Mal aus Kanalwasser isoliert und 1890 von Lustig „Bacillus brevis“ genannt. Später wurde die Art zu der Gattung Flavobacterium gestellt. Im Jahr 1994 stellten Vandamme und Mitarbeiter nach umfangreichen genotypischen, chemotaxonomischen und phänotypische Untersuchungen den neuen Gattungsnamen Empedobacter auf. Ab 2015 wurden neue Arten dieser Gattung beschrieben: Empedobacter stercoris im Jahr 2015, Empedobacter tilapiae 2019 und Empedobacter sedimenti im Jahr 2023. Obwohl Empedobacter brevis ursprünglich aus Kanalwasser isoliert wurde, ist die Art hauptsächlich als klinischer Erreger bekannt. Empedobacter-Stämme wurden u. a. aus menschlichen Augen (Abstriche), Bronchialsekreten, Vaginas (Abstriche), Wunden, Blut und Urin isoliert. Empedobacter brevis und Myroides odoratus (Flavobacterium odoratum)  wurden zusammen mit anderen Bakterien wurden aus Fliegeneiern isoliert, sie erscheinen notwendig für die Entwicklung der Fliegenlarven.
Das Bakterium Riemerella anatipestifer ist ein bei Enten auftretender Erreger. Ornithobacterium rhinotracheale wirkt infektiös bei Hühnervögeln.

## Mögliche Nutzung
Der Stamm Cloacibacterium sp. CB-01 könnte für die Einschränkung des Ausstoßes vom Treibhausgas Distickstoffmonoxid (N2O) eingesetzt werden. Das  klimawirksame Gas N2O entsteht in der Landwirtschaft bei der Düngung mit Nitrat. Cloacibacterium sp. CB-01 nutzt dieses Gas im Stoffwechsel und bildet hieraus Stickstoff (N2).
Chryseobacterium antibioticum und Chryseobacterium cucumeris produzieren Stoffe, die gegen andere Bakterien antibiotisch wirken. So wirken bestimmte Verbindungen, die von Chryseobacterium antibioticum gebildet werden, gegen Bakterien wie Pseudomonas aeruginosa.